# Schwarzschwingen-Beilbauchfisch
Der Schwarzschwingen-Beilbauchfisch (Carnegiella marthae) gehört zu den Salmlern kleinerer Fließgewässer des Amazonasgebietes. Er kommt in Brasilien und Venezuela im nördlichen Einzugsgebiet des Orinoco und Rio Negro sowie in Peru und Bolivien vor.

## Merkmale
Der Schwarzschwingen-Beilbauchfisch erreicht eine Körperlänge von 3 bis 3,5 cm.  Er hat die für Beilbauchsalmler typische, abgeflachte Körperform mit dem stark gewölbten Bauch, einer geraden Rückenlinie und dem oberständigen Maul. Seine silbrig glänzenden Flanken zeigen ein Muster aus schräg nach hinten verlaufenden feinen dunklen Linien. Seine Brustflossen haben eine leichte dunkelgraue Färbung, die für seine Namensgebung verantwortlich ist.

## Lebensweise
Im natürlichen Habitat bevorzugt der Schwarzschwingen-Beilbauchfisch die freie Wasseroberfläche in der Nähe dichter Pflanzenbestände, wo er sich überwiegend von Anflugnahrung (Insekten, die auf die Wasseroberfläche fallen), aber auch von kleinen Insektenlarven in Oberflächennähe ernährt. Er ist friedlich und lebt gesellig in größeren Gruppen, häufig sympatrisch mit dem Marmorierten Beilbauchfisch. Die Gewässer an den Fundorten sind fast ausnahmslos sehr weich und sauer bis sehr sauer. Die Wassertemperatur liegt meist zwischen 23 und 27 °C.

## Aquaristik
Der Schwarzschwingen-Beilbauchfisch ist ein Aquarienfisch, dessen planmäßige Zucht bisher nicht gelungen ist. Er gelangt daher ausschließlich als Wildfang in den Zoofachhandel, meist als Beifang des Marmorierten Beilbauchfischs. Da er unter diesen von Laien oft nicht erkannt wird, wird er häufig als Marmorierter Beilbauchfisch erworben und gepflegt.
Er kann in Aquarien ab einer Beckenlänge von 60 cm und in Gruppen ab 5 Tieren gepflegt werden. Das Becken sollte freien Schwimmraum an der Wasseroberfläche und Schutz durch eine dichte Randbepflanzung und/oder überhängende Landpflanzen oder Wurzeln bieten. Eine leichte Strömung ist von Vorteil. Der Schwarzschwingen-Beilbauchfisch wird als empfindlichster der Beilbauchsalmler beschrieben. Wasserwerte und Ernährung sollten daher den natürlichen Verhältnissen nahekommen. Nach einer Eingewöhnung wird auch feines Trockenfutter angenommen.
Beim hektischen Hantieren im Becken können Beilbauchsalmler ihrem Fluchtinstinkt folgend schnell aus dem Aquarium springen und sich dabei verletzen, entsprechende Vorsicht ist geboten. Auch sonst ist das Aquarium gut abzudecken, um Verluste zu vermeiden.

## Systematik
Der Schwarzschwingen-Beilbauchfisch ist eng verwandt mit Carnegiella schereri, dem die dunkle Färbung in den Brustflossen fehlt und dessen feines Linienmuster weniger stark ausgeprägt ist als das des Schwarzschwingen-Beilbauchfischs.
Er liegt weiterhin phylogenetisch innerhalb des C. strigata-Artenschwarms und ist näher mit der im nordwestlichen Brasilien bei Barcelos vorkommenden C. strigata-Population verwandt als diese z. B. mit der im westlichen Bundesstaat Acre vorkommenden C. strigata-Population.